# James Graham (2e baronnet)
Pour les articles homonymes, voir James Graham.
James Robert George Graham (né le 1er juin 1792, mort le 25 octobre 1861), 2e baronnet, est un homme politique britannique. Il a notamment occupé le poste de ministre de l'Intérieur de 1841 à 1846 dans le dernier gouvernement de Robert Peel.

## Biographie
Élu au Parlement en 1818 en tant que député de Hull (1818-1820), puis de Carlisle et du Cumberland (1826), il se montre un ardent défenseur des réformes.
Premier Lord de l'Amirauté (1830-1834), en désaccord sur la question de l’Église d'Irlande, il quitte en 1834 son siège de député du Cumberland.
De nouveau élu en 1838 comme représentant de Pembroke puis de Dorchester (1841), il devient Ministre de l'Intérieur de 1841 à 1846 mais ses positions sont l’Église d'Écosse sont critiquées.
Député de Ripon (1846-1852) et de Carlisle (1852-1859), il est nommé de nouveau Premier Lord de l'Amirauté (1852-1855).

## Hommage
- La Terre de Graham en Antarctique a été nommée en son honneur.